# IPad (2019)
El iPad (oficialmente iPad de séptima generación) es una tableta-computadora de gama alta desarrollada y comercializada por Apple Inc. Cuenta con una pantalla de 10.2 pulgadas Retina Display impulsado por el chip Apple A10 Fusion procesador y es el sucesor del 9.7 pulgadas la sexta generación del iPad. El dispositivo fue revelado el 10 de septiembre de 2019 y lanzado el 25 de septiembre de 2019.
Tiene soporte para la primera generación de Apple Pencil y tiene un conector de teclado inteligente. Está dirigido al presupuesto y a los mercados educativos.
A diferencia de los anteriores modelos del iPad, que tienen una pantalla de 9.7 pulgadas, el dispositivo es el primero en la línea de iPad de nivel básico que presenta un tamaño de pantalla más grande de 10.2 pulgadas.

## Historia
Los rumores sobre un sucesor del iPad 2018 comenzaron a surgir en la primera mitad de 2019, cuando se registraron siete modelos de iPad en el Eurasian Economic Commission, una base de datos conocida por proporcionar pistas sobre los próximos dispositivos que lanzará Apple. Se creía que uno de los modelos era un nuevo iPad de nivel de entrada, que supuestamente tendría actualizaciones de diseño menores en comparación con el iPad 2018. Varias fuentes han afirmado que el nuevo modelo presentaría una cámara trasera de doble lente y que su tamaño de pantalla puede medir 10.2 pulgadas, por encima del tamaño de pantalla de 9.7 pulgadas de los modelos anteriores de iPad. Reportes de  BGR También afirmó que el dispositivo podría comenzar su producción en masa en julio de 2019, con una fecha de lanzamiento prevista de alrededor del tercer trimestre de ese año.
Este iPad fue revelado por Apple el 10 de septiembre de 2019, en el Teatro de Steve Jobs con una fecha de lanzamiento programada para el 30 de septiembre de ese año. Se anunció su venta minorista a un precio inicial de $ 329 en los Estados Unidos. El iPad se lanzó en la Apple Store en línea el 25 de septiembre de 2019.
Significativamente, las dimensiones del cuerpo (factor de forma) del iPad de 10.2 "de 2019 se han ampliado para que coincidan con las dimensiones externas del actual 11" Pro y 10.5 "Air 3, lo que permite el uso del teclado de conexión directa de Apple en los tres modelos sin modificación Además de eliminar la recarga y el emparejamiento de Bluetooth, la conexión directa satisface los requisitos del mercado educativo para la conexión directa solo durante las pruebas estandarizadas. Todos los iPads también conservan la compatibilidad con los teclados Bluetooth de accesorios de terceros.

## Recepción
Este iPad de 10.2 "de 2019 ha sido muy criticado por la falta de una actualización del procesador con respecto al modelo de 9.7" del año pasado, considerando la brecha de aproximadamente 18 meses entre el lanzamiento de este iPad de nivel de entrada de 2019 y la versión de nivel de entrada de 2018. Sin embargo, mientras el procesador Apple A10 Fusion en sí no se ha actualizado a un procesador posterior, el SOC (sistema en un chip) que aloja el chip A10 en el 10.2 "de 2019 se ha actualizado para incluir 3GB de RAM, que es 1GB o 50% más que el 2GB en el modelo del año pasado, que puede proporcionar mejoras de rendimiento al cambiar de aplicación (menos necesidad de descargar aplicaciones en segundo plano al almacenamiento), así como "proteger el futuro" del dispositivo frente a futuras actualizaciones generacionales del sistema operativo iOS. alabado por la serie A10. A partir de su fecha de lanzamiento, este 10.2 "funciona con el A10; el 10.5", 2019 Air de tercera generación del A12; y el Pro 11 "de 2018 del A12x.